# إمزيلن (بن الطيب)
إمزيلن هي إحدى مشيخات المملكة المغربية، تتبع جغرافيا لإقليم الدريوش وإداريًا لبن الطيب. يقدر عدد سكانها بـ 7955 نسمة حسب الإحصاء الرسمي للسكان والسكنى لسنة 2004.